# جیمز پیل
جیمز پیل (به انگلیسی: James Peale)،  نقاش امریکایی است او بیشتر به خاطر نقاشی مینیاتور و نقاشی از طبیعت بی‌جان معروف است. جیمز پیل برادر کوچک چارلز ویلسون پیل است.